# 薛所蘊
薛所蘊（1600年—1667年），字子展，一號行屋（行鸿），號桴菴，河南懷慶府孟縣城北五里缑村人。明末清初政治人物。

## 生平
崇禎元年（1628年）進士，授山西襄陵縣知縣。崇禎六年（1633年）崇禎帝召见，特授翰林院检讨。累官國子監司業。李自成破北京，滯留北方。弘光朝，定入从贼案。李自成敗，仕清，任原官。順治二年（1645年）升祭酒。順治四年（1647年）改太僕寺丞。順治七年（1650年）任順天府丞。次年升太僕寺卿。官至禮部左侍郎。为高尔俨所劾，乞休归。

## 著作
工诗文，有《桴庵集》4卷，《澹友軒集》16卷，《桴菴詩》5卷。